# Vrouwen in de tuin
Vrouwen in de tuin (Frans: Femmes au jardin) is de titel van een schilderij van Claude Monet. Hij begon in 1866 in de buitenlucht aan dit grote doek te schilderen, waarna hij het in zijn atelier afwerkte. Het maakt vanaf 1986 deel uit van de collectie van het Musée d'Orsay in Parijs.

## Voorstelling
Monet schilderde Vrouwen in de tuin in het begin van zijn carrière, toen hij nog op zoek was naar een eigen stijl en onderwerpkeuze. In die fase experimenteerde hij met het schilderen van grote figuren in een landschap, bijvoorbeeld in zijn onvoltooide Le déjeuner sur l'herbe. Voor Vrouwen in de tuin besloot hij niet, zoals eerder, te beginnen met voorbereidende schetsen, maar in de buitenlucht direct op het doek te schilderen. Wegens het grote formaat van het schilderij, moest hij daarvoor een gleuf graven waar het schilderij in kon zakken. Zo kon hij bij het schilderen van de bovenste delen toch hetzelfde gezichtspunt handhaven. Zijn vriendin Camille Doncieux stond voor alle vrouwen model, hoewel de gezichten vaag gebleven zijn en niet voor portretten kunnen doorgaan. Voor de schitterende jurken maakte Monet gebruik van illustraties uit tijdschriften.

## Ontvangst
Monet bood het schilderij in 1867 aan voor de Parijse salon. Hoewel de jury in eerdere jaren wel werken van de kunstenaar had toegelaten, werd Vrouwen in de tuin geweigerd. In een tijd waarin grote doeken voorbehouden waren aan historische en religieuze werken, kon het doek van Monet, dat een werkelijk onderwerp leek te ontberen, op weinig bijval rekenen. Daarnaast werden de duidelijke zichtbare penseelstroken, die een van de handelsmerken van Monet zouden worden, juist gezien als een gebrek aan vaardigheid. Een van de juryleden verklaarde: "Te veel jonge mensen willen slechts doorgaan in deze afschuwelijke richting. Het is hoog tijd om ze te beschermen en de kunst te redden."
Ook na die tijd kan het werk op gemengde reacties blijven rekenen. Bewonderaars zoals Émile Zola wijzen op de prachtige weergave van zonlicht en schaduw op de jurken en de tuin. Anderen merken op dat de figuren slecht in het landschap lijken te passen. Christoph Heinrich schrijft over de rechter vrouw dat ze "over de grond zweeft alsof ze een karretje onder haar jurk verborgen houdt." Toch neemt Vrouwen in de tuin een belangrijke plaats in binnen het oeuvre van Monet, omdat zijn belangrijkste fascinatie, het weergeven van (zon)licht, voor de eerste keer duidelijk naar voren kwam.

## Herkomst
- 1867: de schilder Frédéric Bazille koopt het werk voor 2.500 Franse frank.
- 1870: na diens overlijden komt het schilderij in bezit van zijn ouders.
- 1876: Édouard Manet ruilt een portret van Bazille van de hand van Renoir, dat in zijn bezit is, tegen Vrouwen in de tuin.
- 1876: het werk komt weer in bezit van Monet (in ruil voor een doek van Manet).
- 1921: gekocht door de staat voor 200.000 frank. Het werk wordt tentoongesteld in het Musée du Luxembourg.
- 1929: overgebracht naar het Louvre.
- 1947: overgebracht naar de Galerie nationale du Jeu de Paume.
- 1986: overgebracht naar het Musée d'Orsay.

## Afbeeldingen

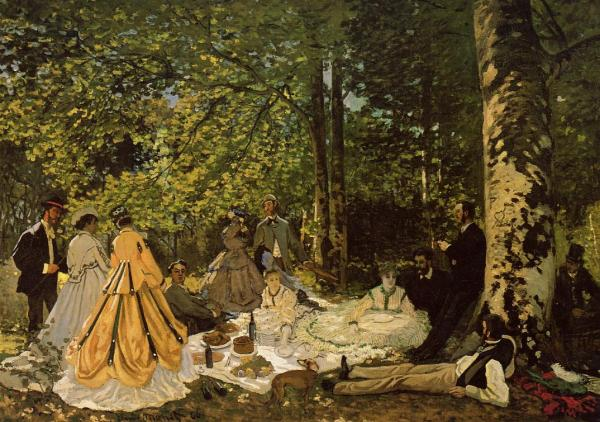
schets voor Le déjeuner sur l'herbe (1865)